# Pászthory Sándor
Felsőpászthori Pászthory Sándor (Egyházasfalu, 1749. június 8. – Varasd, 1798. május 1.) magyar jogász, fiumei kormányzó.

## Életpályája
Sopronban és Nagyszombatban végezee el iskolai tanulmányait. Ezután a királyi Kúriához került Ürményi József mellé. Később a kancellárián titkár, majd királyi tanácsos volt. A felvilágosult, több nyelvet ismerő jogászt II. József megtette a magyarországi iskolai ügyek referensévé. 1790-ben a felvilágosult magyar nemesi ellenzék egyik vezéralakja volt. Szerepe volt az 1790–91-es országgyűlés által elfogadott törvények formulázásában és szentesítésük kieszközlésében. 1791-től mint fiumei kormányzó sokat tett a magyar külkereskedelem fellendítéséért.

## Díjai
- Szent István-rend kiskeresztje (1792)